# Craspedolepta suaedae
Craspedolepta suaedae är en insektsart som först beskrevs av Crawford 1914.  Craspedolepta suaedae ingår i släktet Craspedolepta och familjen rundbladloppor. Inga underarter finns listade i Catalogue of Life.